# Bhava
Bhava désigne :
- Le devenir (sanskrit, pâli ; chinois : 有 yǒu ; japonais : u) ou « processus de l'existence[1] »

## Bouddhisme
Dans la coproduction conditionnée, bhava signifie le devenir, la condition qui mène à la naissance (jāti). Il est conditionné par l'attachement (upadana).

### Analyse
Trois existences sont distinguées en références aux trois loka, les trois mondes :
- Le devenir sensible (kāmabhava) ;
- Le devenir temporel, physique, phénoménal, (rūpabhava) ;
- Le devenir atemporel (« sans-forme »), métaphysique (arūpabhava).

Le devenir comprend deux aspects, l'un actif et l'autre passif : 
- L'existence karmique, kammabhava. Ce processus désigne l'existence comme production de karma (« actes, rites ») qui aura des effets, qui portera des fruits. Il y a là activité mentale ; cependant, cette activité elle-même est conditionnée. Voir aussi samskara.
- Le processus de renaissance, uppattibhava. Il s'agit là de l'existence comme fruit du karma (« action, rite »). Selon cette analyse, certains phénomènes sont le produit de karma mais n'en sont pas producteurs. Voir aussi vipaka.